# Majorens oppasser
Majorens oppasser er en dansk komediefilm fra 1964 instrueret af Sven Methling og skrevet af Dirch Passer og Henrik Sandberg, der også producerede sammen med Peer Guldbrandsen.

## Medvirkende
- Dirch Passer
- Karl Stegger
- Ove Sprogøe
- Judy Gringer
- Paul Hagen
- Ghita Nørby
- Sigrid Horne-Rasmussen
- Hanne Borchsenius
- Ebbe Langberg
- Bjørn Spiro
- Ole Monty
- Bent Vejlby
- Holger Vistisen
- Poul Thomsen